# Гирд
Гирд Олафсон (Gurd Olavsøn, д/н — до 920) — конунг Ютландії.

## Життєпис
Основні відомості про цього конунга містяться в праці Адама Бременського «Діяння архієпископів Гамбурзької церкви». Згідно неї Ґирд став правити разом з братом Ґнупою після смерті батька. На думку дослідників це сталося десь на початку 910-х років. Про діяльність Ґирда мало відомо. Ймовірно продовжив політику батька, здійснюючи грабіжницькі походи в Балтиці та займався работоргівлею. Помер десь до 920 року. Наступником конунгом став небіж Сігтрюгг.